# 塞拉农
塞拉农（法語：Séranon，法語發音：[seʁanɔ̃]）是法国滨海阿尔卑斯省的一个市镇，位于该省西北部，与瓦尔省接壤，属于格拉斯区。

## 地理
塞拉农（43°46'27"N, 6°42'6"E）面积23.28 平方千米，位于法国普罗旺斯-阿尔卑斯-蓝色海岸大区滨海阿尔卑斯省，该省份为法国东南部沿海省份，南濒地中海，西南至瓦尔省，西北接上普罗旺斯阿尔卑斯省，北部和东部与意大利接壤。
与塞拉农接壤的市镇（或旧市镇、城区）包括：佩鲁勒、卡耶、埃斯克拉尼奥勒、瓦尔德鲁尔、拉巴斯蒂德、沙托维约、拉马特尔、蒙斯、拉罗克埃斯克拉蓬。

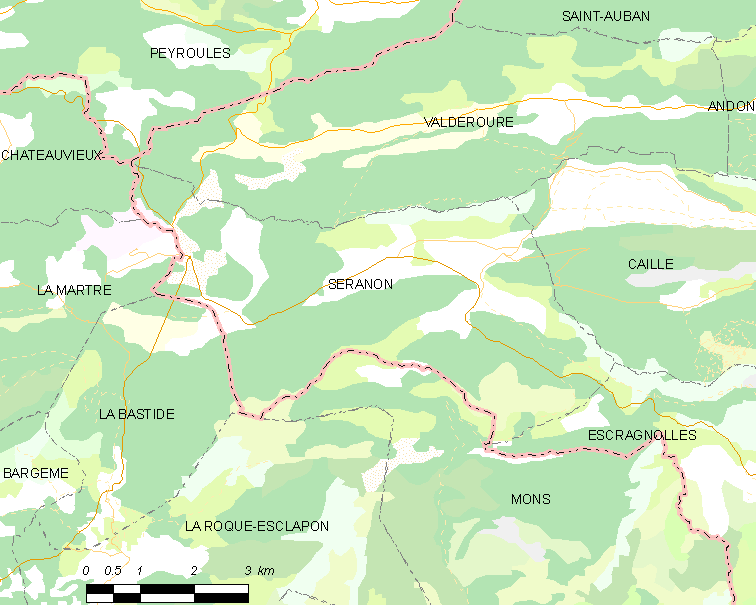
塞拉农的OSM定位图

塞拉农的时区为UTC+01:00、UTC+02:00（夏令时）。

## 行政
塞拉农的邮政编码为06750，INSEE市镇编码为06134。

## 政治
塞拉农所属的省级选区为格拉斯第一县。

## 人口

1962-2008年间塞拉农人口变化图示

塞拉农于2022年1月1日时的人口数量为537人。